# Pazeller Jakab
Pazeller Jakab, eredetileg Jacob Matthias Pazeller (Baden bei Wien, 1869. január 2. – Budapest, 1957. szeptember 24.) karmester és zeneszerző, a világhírűvé lett  Herkulesfürdői emlék (Souvenir de Herkulesfürdő op. 124.) c. keringő zeneszerzője.

## Élete
Apja szintén Jakab volt, cukrász és polgármester, anyja Elisabeth Pichler. Testvérei: Anna (1867–1948), Joseph Dominik (1870–1936), Elisabeth Paula Helena (1881–1936) szoprán.
1888-ban, a bécsi konzervatórium elvégzése után Friedrich Strauss zenekarában koncertmester, majd 1895-ben a bécsi Károly Színházban karmester volt.
1896-ban a KuK 33. gyalogezred katonakarmestereként Aradra került, ahol tíz éven át vezényelt az Aradi Színházban. A nyári hónapokban Herkulesfürdőre volt vezényelve a zenekarával. Itt írta 1903-ban a Herkulesfürdői emlék c. bécsi keringőt, amellyel világhírnévre tett szert. 1906-ban Budapestre helyezték a 38. gyalogezredhez.
1913. október 14-én feleségül vette Fiala Blanka (1888–1966) zongoraművésznőt. Két gyermekük született, Blanka Mária (1914. szeptember 19.) és Edith (1916–1973).
1919-ben, a Tanácsköztársaság idején elmenekült Budapestről. Barátjánál, Fricsay Richárd karmesternél bujdosott Székesfehérváron. 1921-ben a II. Honvéd Ezred karmesterévé nevezték ki, Fricsayt pedig az I. Honvéd gyalogezred karmesterévé.
Egy miniszteri rendelet alapján 1924-ben nyugdíjazták arra való tekintettel, hogy nem beszél jól magyarul. Legjobb barátja, Huszka Jenő operettszerző segítségével – aki ezidőben a Kulturális- és Vallásügyi Minisztériumban dolgozott – felkínálták neki a Bocskay-Ludovika Katonai Főiskola zeneigazgatói állását. Azonban ezt az állását is csak rövid ideig tarthatta meg, és 1924-től visszavonultan élt a Pál utcai lakásán feleségével és kiskorú gyermekeivel együtt. Hangszereléssel kereste a kenyerét.
A család a nyarakat Zebegényben töltötte, ahol az ott élő németajkú emberekkel saját anyanyelvén beszélhetett. Zebegényben jó barátja lett Szőnyi István festő.
1945-ben, a második világháború befejeztével az új magyar kormány az egykori császári és királyi monarchia hadseregének tagjait megfosztotta a nyugdíjától, és deportálásukat írta elő. Lányai édesapjuk idős korára és egészségi állapotára, valamint azon tényre hivatkozva, hogy apjuk sosem harcolt a fronton, csak a karmesteri pálcával kezében szolgálta a monarchia hadseregét, kérvényezték, hogy édesapjukat ne deportálják. Így tudta a zeneszerző a deportálást elkerülni.
1945-től feketelistára került. Műveit nem volt szabad játszani és nem kerülhettek kiadásra.
Az 1956-os forradalom idején Szabadságharang címmel nyitányt írt. Élete utolsó napjáig a zongoránál ült és komponált.

## Művei
- 1 opera,
- 3 operett,
- 2 balett,
- 4 nyitány,
- 5 fantázia,
- több tucat bécsi keringő,
- indulók, dalok humoreszkek, zenekari és táncdalok,
- magyar nóták.

Számos szerzeményét halála után unokája, Pazeller Frigyes rendezte sajtó alá rendezte és játszotta. Fúvószenekari műveit a Magyar Honvédség Központi Fúvószenekara, töredékként maradt operettdalait, sanzonjait Nagy Ibolya és Pere János közreműködésével a Hungaroton adta ki, nagyzenekari műveit a Duna Szimfonikus Zenekar élén a saját vezényletével a FIPA-RECORDS kiadó jelentette meg.

## Emlékezete
- 2002-ben a Pál u. 6. sz. ház falán emléktáblát helyezett el a VIII. kerületi Önkormányzat és Csécsei Béla polgármester. Pazeller 51 évig élt és alkotott ebben a házban.
- 2002-ben Zebegényben sétányt neveztek el róla. Az ünnepségen részt vett Krebsz Ferenc polgármester.
- 2004-ben szülővárosában, Badenben (Ausztria) prof. August Breiniger főpolgármester és a helyi önkormányzat emléktáblát helyezett el a Wassergasse 8. sz. alatt, ahol korábban élt.
- 2008-ban jelent meg a Hungaroton kiadásában Pazeller Jakab első lemeze Indulók (Märsche) címmel. A lemezen a Magyar Honvédség Központi Zenekara játszik, Csizmadia Zsolt, Kovács Tibor és Péntek János vezényletével.
- 2008-ban Budapest VIII. kerületében utcát neveztek el róla.
- 2009-ben jelent meg a Hungaroton gondozásában az Amíg a valcer élni fog c. CD-lemeze.  Közreműködtek Nagy Ibolya, Pere János, Szabadi Vilmos, Maros Éva és a Pazeller Jakab Szalonzenekar Péntek János vezényletével.
- 2013-ban jelent meg a FIPA-Record német kiadónál a Liebestanz (Szerelmi tánc) c. CD-je, amelyen szimfonikus művei szerepelnek. A műveket a Duna Filharmonikusok (Budapest) játszották Friedrich Pazeller vezényletével, a szólista Szabadi Vilmos volt.
- 2017-ben Herkulesfürdő önkormányzata a város díszpolgárává (Honorary Citizen) avatta.
- 2022-ben Herkulesfürdőn utcát neveztek el róla, és emléktáblát helyeztek el a tiszteletére a herkulesfürdői Central-Park pavilonja mellett, ott, ahol annak idején a zenekarát vezényelte.
- A Herkulesfürdői emlék c. film nem róla szól. A film kölcsönözte csak a keringő címét és a zenéjét anélkül, hogy a szerző neve fel lenne tüntetve a film ismertetőjén.
- A zeneszerző leánya, dr. Krajcsik Istvánné (Pazeller Blanka Mária) 2005-ben könyvet írt édesapja életéről és munkásságáról.
- Unokája, Friedrich Pazeller 2000-ben egyesületet alapított Verein für Musikforschung und Konzerte 2000 Baden-Baden néven azzal a céllal, hogy műveit koncerten és lemezen előadja. 2001-ben megalapította a Jakob Pazeller Sinfonieorchester zenekart Baden-Badenben.

## Külső kapcsolatok
- Herkulesfürdői emlék – dalkeringő Pere János előadásában
- Amíg a valcer élni fog – ismeretlen sanzonjai és operettdalai
- Szerelemtánc (Liebestanz) – nagyzenekari művei
- Herkulesfürdői emlék – ÁHZ Ferencsik János vezényletével
- Herkulesfürdői emlék – Pazeller Frigyes zongorajátékával

## További szerzők
- Fritz Pazeller IPI 00232914876 (társszerző Heiter László)
- Friedrich Pazeller 00453257752 (társszerző Berkovics Tivadar)
- Barbara Pazeller IPI 00256493442
- Pazeller Frigyes György IPI 00219239762 (társszerző Georg Polomski, más néven Jerzy Polomski)